# Boyo (Indonesië)
Boyo is een bestuurslaag in het regentschap Gunungsitoli van de provincie Noord-Sumatra, Indonesië. Boyo telt 910 inwoners (volkstelling 2010).